# 匹克威克 (明尼蘇達州)
匹克威克（英語：Pickwick）是位於美國明尼蘇達州威諾納縣霍默鎮區的一個普查規定居民點。

## 人口
根據2020年美國人口普查的數據，匹克威克的面積為1.66平方千米，皆為陸地。當地共有人口157人，而人口密度為每平方千米94.58人。